# NGC 245
NGC 245 (ook wel PGC 2691, UGC 476, IRAS00435-0159, MCG 0-3-5, UM 274, MK 555 of ZWG 384.4) is een spiraalvormig sterrenstelsel in het sterrenbeeld Walvis. NGC 245 staat op ongeveer 165 miljoen lichtjaar van de Aarde.
NGC 245 werd op 1 oktober 1785 ontdekt door de Duits-Britse astronoom William Herschel.